# Frente de Liberación Popular
Die Frente de Liberación Popular (spanisch für Volksbefreiungsfront, abgekürzt FLP oder FELIPE) war eine geheime anti-franquistische Oppositionsgruppe in Spanien, die zwischen 1958 und 1969, während der Zeit der Franco-Diktatur, existierte. Die FLP wurde von Julio Cerón gegründet. Unter den Mitgliedern waren Persönlichkeiten wie José Luis Leal, Pasqual Maragall, José Pedro Pérez Llorca und Miguel Roca.
Auch Cayetana Fitz-James Stuart war Mitglied der Frente de Liberación Popular. Die FLP entstand als Reaktion darauf, dass die Linke nicht in der Lage war, in Francos Spanien Fuß zu fassen. Die FLP war inspiriert und gleichzeitig Inspiration für andere linke sozialistische Parteien wie etwa die Parti socialiste unifié in Frankreich und die Partito Socialista Italiano di Unità Proletaria in Italien.
Die FLP war beeinflusst von der neuen Linken und Bewegungen, die in der Dritten Welt gegründet worden waren.
Das katalanische Pendant zur FLP war die Front Obrer de Catalunya (Arbeiterfront Kataloniens) und das baskische Pendant war die Euskadiko Sozialisten Batasuna (Nationale sozialistische Gewerkschaft).
1962 gab es eine Verhaftungswelle durch die spanische Polizei, die zur Verhaftung zahlreicher Mitglieder führte.